# Перози, Марциано

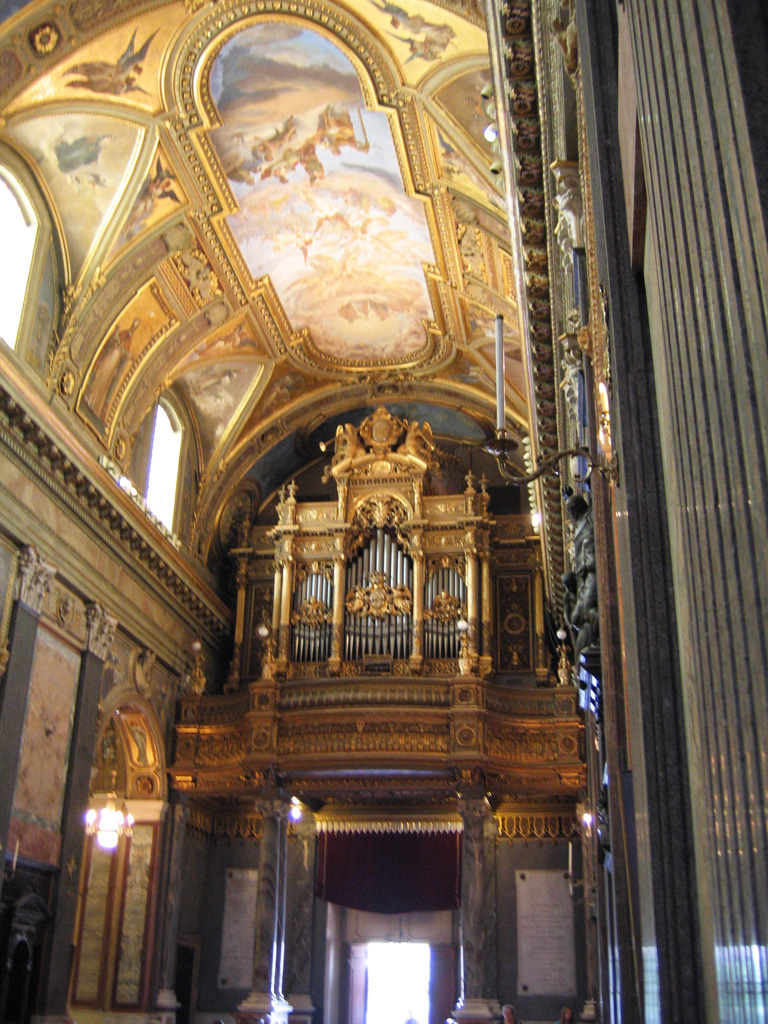
Орган и хор Церкви Девы Марии Розария в Помпеях, где Марциано Перози был органистом и капельмейстером.

Марциано Перози (итал. Marziano Perosi; 20 октября 1875, Тортона, Пьемонт — 21 февраля 1959, Рим) — итальянский композитор, органист и капельмейстер.
Брат композитора Лоренцо Перози и кардинала Карло Перози, был органистом и капельмейстером в Церкви Девы Марии Розария в Помпеях, ассистентом своего брата Лоренцо в Сикстинской капелле, а также капельмейстером и органистом Миланского собора. Самым значительным его произведением, как композитора, стала опера «Последние дни Помпеи» (1912).
Другие музыкальные произведения его авторства:
- Дженни, пьеса (1913)
- La Desolata, элегия в форме оратории (1901)
- Для солистов, хора и оркестра:
  - Sancte Micheal, гимн (1901)
  - Spes nostra, кантата (1906)
  - Ночь и день (или Триумф света ; 1908 и 1920)
- 3 симфонии для органа с оркестром
- мессы
- мотеты
- духовные песни
- лирика[2]

## Примечание
1. 1 2 3 4  Archivio Storico Ricordi — 1808.
2. ↑  Dizionario della Musica e dei Musicisti UTET